# Gästrike Hälsinge Dala nation
Gästrike Hälsinge Dala nation är en studentnation vid Umeå universitet och Sveriges lantbruksuniversitet ("Skogshögskolan") i Umeå.
Nationen har funnits sedan 1990 och driver idag, tillsammans med de andra nationerna i Umeå, Nationernas Hus.
Nationerna håller årligen en fest vid namn "den Brända Bockens Gasque" där medlemmarna bygger en julbock.